# 협녀, 칼의 기억
《협녀, 칼의 기억》은 2015년에 개봉한 대한민국의 영화이다.

## 줄거리
칼이 지배하던 시대, 고려 말 왕을 꿈꿨던 한 남자의 배신 그리고 18년 후 그를 겨눈 두 개의 칼. 고려를 탐한 검, 유백(이병헌) 대의를 지키는 검, 월소(전도연) 복수를 꿈꾸는 검, 홍이(김고은) 뜻이 달랐던 세 개의 칼이 부딪친다.

## 캐스팅
- 이병헌 : 덕기(송유백) 역
- 전도연 : 설랑(월소) 역
- 김고은 : 설희(홍이) 역
- 이준호 : 율 역
- 이경영 : 스승 역
- 김태우 : 이존복 역
- 김수안 : 구슬 역
- 김영민 : 고려 왕 역
- 성유빈 : 감초 역
- 박지훈 : 친위대장 역
- 이도경 : 대목장 역
- 김인수 : 신하 1 역
- 민복기 : 신하 2 역
- 신창수 : 신하 3 역
- 구잘 투르수노바 : 주길 역
- 신삼봉 : 중랑장 역
- 아부자머스 아마드 : 샤힘 역
- 이철희 : 객 역
- 신우철 : 귀족 1 역
- 김학선 : 귀족 2 역
- 김용진 : 귀족 3 역
- 조한나 : 홍이 모 역
- 이혜진 : 구슬 모 역
- 박광재 : 무술대회 거인 역
- 김가현 : 헌화공주 역
- 박슬기 : 화살소녀 역
- 성열석 : 중랑장 (목소리) 역
- 이성우 : 유백친위대 역
- 반소영 : 승자연 기생 역
- 배수빈 : 풍천 역 (특별출연)
- 문성근 : 이의명 역 (특별출연)

## 같이 보기
- 무신 정변